# Дејвид Гогинс
Дејвид Гогинс (енгл. David Goggins; рођен 17. фебруара 1975.) је амерички умировљени морнарички СЕАЛ (енгл. Navy Sea, Air and Land Teams) и познати ултрамаратонац, бициклиста на ултра-дистанце, триатлонац, јавни говорник, аутор два мемоара, и био је уврштен у Међународну спортску кућу славних због својих достигнућа у спорту.Гогинс је такође награђен "ВСР" (енгл. Veterans of Foreign Wars) наградом за американизам 2018 године за своју службу у оружаним снагама Сједињених Америчких Држава. Гогинс је такође издао бестселер књигу Њујорк Тимес-а под називом "Не можеш ми ништа: Овладај умом и победи све препреке" (енгл.  Hurt Me: Master Your Mind and Defy the Odds).

## Рани живот и образовање
Гогинс је рођен 17. фебруара 1975. године у Бафалу.
```
Родитељи су му Трунис и Џеки Гогинс. 1981. године живео је у 
Вилијамсвилу, Њујорк
, у улици под називом Парадизе Роад са својим родитељима и братом, Трунисом млађи.
[
7
]
 Пошто је Гогинсова четврт била састављена од "узорних грађана који су били белци", описује своје искуство код куће као "пакао на Земљи".
[
8
]
 Гогинсов отац је власник клизалишта Скателанд у Источном Буфалу, Њујорк. Због тога је Гогинс са шест година често радио ноћне смене у Скателанду заједно са својом породицом, организовајући 
ролшуре
 по клизалишту.
[
7
]
 Гогинсова мајка напустила је оца због злостављања и на крају се преселила са својом децом да живи са Гогинсовим баком и деком у 
Бразилу, Индијана
.
```

Гогинс је кренуо у други разред у малој католичкој школи и први пут је примио Прву Причест. Његов брат, Трунис млађи., вратио се у Бyфало да живи са њиховим оцем. Када се Гогинс уписао у трећи разред, дијагностикован је да има потешкоће у учењу због недостатка школовања. Такође је имао потешкоће у учењу јер је патио од изузетно јаког стреса због злостављања које је претрпео током својих ранијих година у Бyфалу, Њујорк. Због стреса, развио је муцање. Гогинс објашњава како је стално био у стању борбе или бекства са социјалном анксиозношћу изазваним његовим муцањем. У школи, Гогинс је био изложен расизму, а Кју Клукс Клан је имао локалну присутност у Бразилу, Индијана. Гогинс се сећа да је једном пронашао "Нигеру, убићемо те" у својој свесци за шпански језик. Са 16 година, један ученик је спрејом написао "нигер" (енгл. nigger) на вратима Гогинсовог аутомобила.
Пре него што је кренуо у први разред, Гогинс је похађао курс оријентације за спасилачки скок. Гогинсов деда служио је у Ваздухопловству пре њега и подстакао га је да похађа исти.

## Каријера
Гогинс је поднео пријаву да се придружи Ваздухопловству Сједињених Америчких Држава за спасилачке операције и примљен је у обуку. Током обуке, дијагностикован му је таласасти облик анемије и привремено је уклоњен из обуке. Уместо тога, учествовао је у обуци Тактичке ваздухопловне контроле (ТАЦП; енгл. United States Air Force Tactical Air Control Party) и транирао је и радио као ТАЦП од 1994. до 1999. године, заједно са британским колегама, надзорник Јонес, надзорник лета Наир и војник Нобл, када је напустио Ваздухопловство Сједињених Америчких Држава.
Касније у свом животу радио посао извршиоца уништавање штеточина али је дао отказ како би постао морнарички СЕАЛ.Придружио се резервама, на крају испунивши захтеве за тежину како би почео обуку као морнарички СЕАЛ након што је изгубио 48 килограма у три месеца. Дипломирао је из БУД/С обуке са класом 235 2001. године. Након што је завршио обуку за квалификацију СЕАЛ-а (енгл. СQТ) и завршио пробни период, добио је НЕЦ 5326 као борбени пливач (СЕАЛ) и додељен је СЕАЛ тиму 5. У својој 20-годишњој војној каријери, Гогинс је служио на мисијама у Ираку и Авганистану. 2004. године, Гогинс је завршио обуку за војне ренџере Америчке војске и добио је награду "Часни војник" (енгл. "Enlisted Honor Man") уз стопроцентну оцену од стране својих војних колега.

### Добротворност
Након што су неколико његових војних пријатеља погинули у Авганистану 2005. године у хеликоптерској несрећи током Операције Црвених Крила, Гогинс је почео дугопругашко трчање како би прикупио новац за Фондацију ратних операција специјалних снага, која даје студентске стипендије и грантове деци погинулих војних специјалних снага. Учествовајући у изазовима издржљивости, укључујући Бедватер ултрамаратон три пута, Гогинс је прикупио више од 2 милиона долара за Фондацију ратних операција специјалних снага.

### Трчање маратона и ултрамаратона
2005. године, Гогинс је учествовао у Сан Диего један дан или ти 24-сатном ултрамаратону у Сан Диегу. Затим је завршио Маратон у Лас Вегасу у времену да се квалификује за Бостон Маратон. 2006. године, учествовао је на ХУРТ 100 на Хавајима. Гогинс је био позван да учествује у трци Бедватер-135 (енгл. Badwater-135) 2006. године, где је завршио на 5. месту у укупном пласману.
2006. године, такмичио се на Светском првенству у триатлону на Хавајима, освојивши друго место у трци од три дана и 515 километара. Такође је учествовао на Фурнаце Крик-508 (2009).
2007. године, Гогинс је заузео треће место на Бедватер-135. Такмичио се на Бедватер-135 2013. године и завршио је 18-ти, након паузе од догађаја од 2008. године.
2008. године, проглашен је "Херојем трчања" од стране Ранерс Ворлд-а (енгл. Runner-s World). 2016. године, Гогинс је освојио Инфинитус 88к у 12 сати. Исте године, освојио је Музик Сити Ултра 50к и Стролинг Јим 65 километара трку. 2020. године, Гогинс је трчао Моаб 240 ултрамаратон, заузевши друго место у трци од 388 километара са временом од 63 сата и 21 минут, отприлике 95 минута иза победника трке, Мишела Граглиа.
Предузетник Џеси Итзлер, након што је видео Гогинса како наступа на 24-сатном ултрамаратону, унајмио је Гогинса да живи с њим у његовој кући месец дана. Итзлер је написао своје искуство на блогу, а касније је причу објавио као књигу "Живот са СЕАЛ-ом".
Његов мемоар за самопомоћ "Не можеш ме повредити: Овладај умом и победи све препреке" (енгл.  Hurt Me: Master Your Mind and Defy the Odds). издат је 4. децембра 2018. године. У књизи се помиње на правило 40%, има своје уверење да већина људи, чак и уз значајн напор, користи само 40% својe снаге у себи. Наставак под називом "Никад завршено: Ослободи свој ум и победи рат унутар себе" (енгл. Never Finished: Unshackle Your Mind and Win the War Within) издато је 4. децембра 2022. године.

## Награде и декорације
| Ознака за Специјално Ратовање                                                  |                                                                                |                                                                                |                                                                                |                                                         |                                                         |                                                         |                                                         |                                                                               |                                                                               |                                                                               |                                                                               |
| Медаља за заслужну службу                                                      | Медаља за заслужну службу                                                      | Медаља за заслужну службу                                                      | Медаља за заслужну службу                                                      | Наградна медаља Морнарице и Маринског корпуса           | Наградна медаља Морнарице и Маринског корпуса           | Наградна медаља Морнарице и Маринског корпуса           | Наградна медаља Морнарице и Маринског корпуса           | Медаља за постигнућа Морнарице и Маринског корпуса са звездама од 2 5/16 инча | Медаља за постигнућа Морнарице и Маринског корпуса са звездама од 2 5/16 инча | Медаља за постигнућа Морнарице и Маринског корпуса са звездама од 2 5/16 инча | Медаља за постигнућа Морнарице и Маринског корпуса са звездама од 2 5/16 инча |
| Медаља за постигнућа Војске                                                    | Медаља за постигнућа Војске                                                    | Медаља за постигнућа Војске                                                    | Медаља за постигнућа Војске                                                    | Медаља за постигнућа Ваздухопловства                    | Медаља за постигнућа Ваздухопловства                    | Медаља за постигнућа Ваздухопловства                    | Медаља за постигнућа Ваздухопловства                    | Медаља за борбена дејства                                                     | Медаља за борбена дејства                                                     | Медаља за борбена дејства                                                     | Медаља за борбена дејства                                                     |
| Медаља за добро понашање у морнарици са 4 сервисне звезди                      | Медаља за добро понашање у морнарици са 4 сервисне звезди                      | Медаља за добро понашање у морнарици са 4 сервисне звезди                      | Медаља за добро понашање у морнарици са 4 сервисне звезди                      | Медаља за националну одбрану са 1 сервисном звездом     | Медаља за националну одбрану са 1 сервисном звездом     | Медаља за националну одбрану са 1 сервисном звездом     | Медаља за националну одбрану са 1 сервисном звездом     | Медаља за кампању у Ираку са 1 сервисном звездом                              | Медаља за кампању у Ираку са 1 сервисном звездом                              | Медаља за кампању у Ираку са 1 сервисном звездом                              | Медаља за кампању у Ираку са 1 сервисном звездом                              |
| Медаља за експедиције у Глобалном рату против тероризма                        | Медаља за експедиције у Глобалном рату против тероризма                        | Медаља за експедиције у Глобалном рату против тероризма                        | Медаља за експедиције у Глобалном рату против тероризма                        | Медаља за службу у светском рату против тероризма       | Медаља за службу у светском рату против тероризма       | Медаља за службу у светском рату против тероризма       | Медаља за службу у светском рату против тероризма       | Медаља за изузетан волонтерски рад у војсци                                   | Медаља за изузетан волонтерски рад у војсци                                   | Медаља за изузетан волонтерски рад у војсци                                   | Медаља за изузетан волонтерски рад у војсци                                   |
| Лента за службу на мору у Морнарици и Маринском корпусу са 1 сервисном звездом | Лента за службу на мору у Морнарици и Маринском корпусу са 1 сервисном звездом | Лента за службу на мору у Морнарици и Маринском корпусу са 1 сервисном звездом | Лента за службу на мору у Морнарици и Маринском корпусу са 1 сервисном звездом | Медаља за вештину пуцања пушком са експертским уређајем | Медаља за вештину пуцања пушком са експертским уређајем | Медаља за вештину пуцања пушком са експертским уређајем | Медаља за вештину пуцања пушком са експертским уређајем | Медаља за вештину пуцања пиштољем са експертским уређајем                     | Медаља за вештину пуцања пиштољем са експертским уређајем                     | Медаља за вештину пуцања пиштољем са експертским уређајем                     | Медаља за вештину пуцања пиштољем са експертским уређајем                     |
| Значка за падобранство y Морнарици и Маринског корпуса                         |                                                                                |                                                                                |                                                                                |                                                         |                                                         |                                                         |                                                         |                                                                               |                                                                               |                                                                               |                                                                               |
| Значка ренџера                                                                 |                                                                                |                                                                                |                                                                                |                                                         |                                                         |                                                         |                                                         |                                                                               |                                                                               |                                                                               |                                                                               |

## Референцe
1. ↑  „"An interview with US Navy Seal David Goggins"”. Slowtwitch.com. 4. 11. 2008. Архивирано из оригинала 30. 8. 2018. г.
2. ↑  „UItrarunner and Navy SEAL David Goggins Know How to Suffer”. 26. 4. 2017. Архивирано из оригинала 21. 4. 2021. г. Приступљено 21. 4. 2021.
3. ↑  „"2019 International Sports Hall of Fame Inductees"”. www.sportshof.org. Архивирано из оригинала 14. 7. 2023. г. Приступљено 14. 7. 2023.
4. ↑  „"THE PROCEEDINGS OF THE 119TH NATIONAL CONVENTION OF THE VETERANS OF FOREIGN WARS OF THE UNITED STATES"” (PDF). 19. 6. 2019. Приступљено 29. 8. 2023.
5. ↑  „"David Goggins"”. IAVA.org. Архивирано из оригинала 16. 7. 2023. г. Приступљено 16. 7. 2023.
6. ↑  „"Speaker David Goggins, Book David Goggins, US Navy SEAL – Robinson Speakers Bureau"”. Архивирано из оригинала 15. 4. 2019. г. Приступљено 11. 12. 2015.
7. 1 2 3  „"David Goggins Defies the Odds"”. Usveteransmagazine.com. новембар 2018. Архивирано из оригинала 20. 10. 2020. г. Приступљено 16. 11. 2019.
8. 1 2 3 4  „#1080 - David Goggins”. Spotify. 19. 2. 2018. Архивирано из оригинала 16. 7. 2023. г. Приступљено 16. 7. 2023.
9. ↑  Goggins, David (29. 12. 2016). „"Instagram post"”. www.instagram.com. Приступљено 1. 9. 2023.
10. 1 2 3  „"Book | David Goggins"”. davidgoggins.com. Архивирано из оригинала 9. 12. 2018. г. Приступљено 16. 7. 2023.
11. ↑  „"Joe Rogan Experience #1080 - David Goggins"”. Youtube (Video). PowerfulJRE. 19. 2. 2018. Архивирано из оригинала 7. 3. 2018. г. Приступљено 2. 3. 2018.
12. ↑  „"An Interview with Goggins"”. Dvidshub. Austin Rooney. Архивирано из оригинала 16. 11. 2019. г. Приступљено 16. 11. 2019.
13. ↑  „"Flight Sergeant Henry Jones"”. www.pegasusarchive.org. Приступљено 3. 10. 2023.[мртва веза]
14. 1 2  „"Joe Rogan Experience #1080 - David Goggins"”. YouTube. 19. 2. 2018. Архивирано из оригинала 7. 3. 2018. г. Приступљено 18. 8. 2023.
15. ↑  Jr., Bill Murphy (5. 11. 2015). „"That Wealthy Entrepreneur's Live-In Navy SEAL Has Been Revealed"”. Inc. Архивирано из оригинала 24. 6. 2021. г. Приступљено 16. 6. 2021.
16. ↑  „"He epitomizes what a SEAL is"”. Stripes.com. Архивирано из оригинала 10. 12. 2016. г. Приступљено 17. 9. 2017.
17. ↑  „"Special Operations Warrior Foundation -"”. Specialops.org. Архивирано из оригинала 11. 11. 2008. г.
18. ↑  „"Inspiration has the Ability to Change Lives"”. www.vfw.org. Архивирано из оригинала 06. 01. 2019. г. Приступљено 5. 1. 2019.
19. ↑  „"2006 HURT 100 Results (100 Miles)"”. ultrarunning.com. Архивирано из оригинала 26. 1. 2023. г. Приступљено 26. 1. 2023.
20. ↑  „"Badwater-135 results since 2000"”. Wayback Machine. Архивирано из оригинала 29. 9. 2011. г.
21. ↑  „"The 508 DB - 2009 Furnace Creek 508 - Individual Time Data and Bio for David Goggins, Bib# King Cobra"”. the508.online. Архивирано из оригинала 12. 12. 2022. г. Приступљено 12. 12. 2022.
22. ↑  Cramer, Cathy. „"AdventureCORPS Presents :: 2007 Badwater 135 :: Race Results"”. dbase.adventurecorps.com. Архивирано из оригинала 8. 8. 2014. г. Приступљено 15. 7. 2014.
23. ↑  „"2013 Badwater 135 :: Race Results"”. dbase.adventurecorps.com. Архивирано из оригинала 19. 1. 2023. г. Приступљено 19. 1. 2023.
24. ↑  „"A look at 3 service members toeing the line at this year's Badwater Ultramarathon"”. Military Times. 12. 7. 2013. Архивирано из оригинала 19. 1. 2023. г. Приступљено 19. 1. 2023.
25. ↑  „"RW Hero of Running David Goggins at Runner's World.com"”. 8. 12. 2008. Архивирано из оригинала 8. 12. 2008. г. Приступљено 17. 9. 2017.
26. ↑  „"David Goggins Race Results"”. Ultra Running Magazine. Архивирано из оригинала 26. 1. 2021. г. Приступљено 26. 7. 2023.
27. ↑  „"Moab 240 2020 live tracker by trackleaders.com"”. Trackleaders. Архивирано из оригинала 12. 10. 2020. г. Приступљено 12. 10. 2020.
28. ↑  „"Michele Graglia takes roadside nap, wins Moab 240"”. Canadian Running Magazine. 12. 10. 2020. Архивирано из оригинала 13. 10. 2020. г. Приступљено 13. 10. 2020.
29. ↑  Itzler, Jesse (2015). Living with a SEAL: 31 Days Training with the Toughest Man on the Planet (1st ed.). New York, NY: Hachette Book Group. стр. 3—9. ISBN 9781455534678.
30. ↑  Briley (March 12, 2021)., Aaron (12. 3. 2021). „"David Goggins' Key to Perseverance"”. Objective Standard Institute. Архивирано из оригинала 12. 3. 2021. г. Приступљено 25. 3. 2021.